# Poste Vaticane
Пошта Ватикану (італ. Poste Vaticane) — єдиний оператор поштового зв'язку Ватикану. Є державною компанією, яка підпорядкована Святому Престолу. Член Всесвітнього поштового союзу.